# 竹田有希
竹田 有希（たけだ ゆうき、1987年8月7日 - ）は、日本の女優。

## テレビ

### ドラマ
- 「土曜ドラマ・再生の町」NHK　主演　筒井道隆（2009年）岡本役
- 「連続テレビ小説・瞳」NHK　主演　榮倉奈々（2008年）リエ役
- 「僕と彼女の間の北緯38度線」関西テレビ（2007年）女子生徒役
- 「ドラマ30・家族善哉」毎日放送（2006年）竹田役

### その他
- 「歴史街道」朝日放送（2007年）

## ラジオ
- 「TokyoSpiralRadio」83.4MHzエフエム世田谷（2012年1月1日-）パーソナリティ